# Ade Mafe
Ade Mafe, né le 12 novembre 1966 à Isleworth, est un ancien athlète britannique spécialiste du 200 mètres.

## Palmarès

### Championnats du monde d'athlétisme en salle
- Championnats du monde d'athlétisme en salle 1985 à Paris,  France
  -  Médaille d'argent sur 200 m
- Championnats du monde d'athlétisme en salle 1989 à Budapest,  Hongrie
  -  Médaille d'argent sur 200 m
- Championnats du monde d'athlétisme en salle 1991 à Séville,  Espagne
  -  Médaille de bronze sur 200 m

### Championnats d'Europe d'athlétisme en salle
- Championnats d'Europe d'athlétisme en salle 1984 à Göteborg,  Suède
  -  Médaille d'argent sur 200 m
- Championnats d'Europe d'athlétisme en salle 1989 à La Haye,  Pays-Bas
  -  Médaille d'or sur 200 m